# Pycnothele perdita
Espèce
Synonymes
- Pycnothele perditus Chamberlin, 1917
- Heteromma anomala Mello-Leitão, 1935

Pycnothele perdita est une espèce d'araignées mygalomorphes de la famille des Pycnothelidae.

## Distribution
Cette espèce est endémique de l'État de Rio de Janeiro au Brésil,.

## Description
Le mâle holotype mesure 29 mm
Le mâle décrit par Passanha, Indicatti, Brescovit et Lucas en 2014 mesure 23,90 mm et la femelle 35,50 mm.

## Publication originale
- Chamberlin, 1917 : New spiders of the family Aviculariidae. Bulletin of the Museum of Comparative Zoology, Harvard, vol. 61, p. 25-75 (texte intégral).